# Йоссгрунд
Йоссгрунд (нім. Jossgrund) — сільська громада в Німеччині, знаходиться в землі Гессен. Підпорядковується адміністративному округу Дармштадт. Входить до складу району Майн-Кінціг. До складу громади входять чотири села: Бургйосс, Оберндорф, Фаффенгаузен та Леттгенбрунн. Назва громади походить від річки Йосса, притоки Фульди, що протікає через громаду.
Площа — 50,61 км2. Населення становить 3393 ос. (станом на 31 грудня 2020).

## Галерея

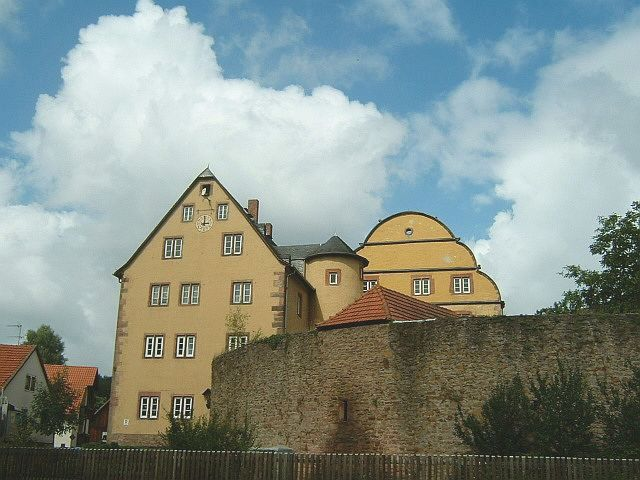
Вид на замок Бургйосс
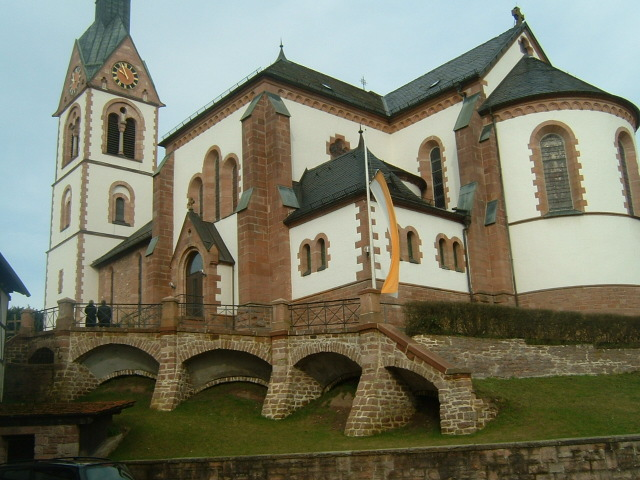
Церква св. Мартіна в Оберндорфі